# Układ praski
Układ praski 1356 – przymierze Kazimierza III Wielkiego z cesarzem Karolem IV Luksemburskim, zawarte 1 maja 1356 r. w Pradze.
Stanowił odnowienie pokoju namysłowskiego 1348, miał pozbawić Krzyżaków poparcia cesarza. Kazimierz zrzekał się praw do księstwa świdnickiego i oddawał Byczynę, Kluczbork i Wołczyn w zamian za rezygnację Karola z praw do Płocka.